# Kermek
Kermek  is een vroegpaleolithische site op het schiereiland Taman, aan de kust van de Zee van Azov in de landelijke nederzetting Achtanizovski van het district Temrjoek van de Russische kraj Krasnodar. Ten oosten van Kermek liggen de vindplaatsen Rodniki 1-4 en Bogatyri/Sinjaja Balka.
De site ligt 500 meter ten noordwesten van het dorp Za Rodinoje en 250 meter van de monding van de Sinjaja Balka-kloof. Het is geassocieerd met een opeenvolging van Pleistocene sedimenten, die goed zichtbaar zijn in de klif aan de kust van de Zee van Azov. De bovenste sedimentlagen werden aangetast door watererosie en op een later tijdstip bedekt door lagen van alluviale-mariene sedimenten. Deze sectie werd voor het eerst beschreven in 1934 door Ivan Goebkin en Michail Varentsov. De weekdierfauna maakte het mogelijk om de afzettingen te dateren in de late Koejal-periode. In  de naburige paleontologische plaatsen Tizdar 1 en 2 bevatten dezelfde afzettingen talrijke vondsten van kleine zoogdieren, die behoren tot de Pre-Oldowan-tijd en correleren met het vroege deel van het Psekoeps-faunacomplex. Tijdens onderzoek van dit gedeelte ontdekte Vjatsjeslav Sjtsjelinski tussen de klei van laag 4 en het zand van laag 5 de laag 4A, die een culturele laag van het Oldowan bleek te zijn. Op de magneto-chronologische schaal werd de reeks afzettingen onder de paleomagnetische episode van het Oldowan geplaatst, dat wil zeggen als ouder dan 1,95 miljoen jaar. Aangezien de laag echter  bestaat uit los zand, grind en kiezels, waarvan de paleomagnetische studie bijna onmogelijk is, is deze datering onzeker.
De culturele overblijfselen in de laag worden vertegenwoordigd door stenen werktuigen en botfragmenten van grote en middelgrote fossiele zoogdieren, tanden van kleine zoogdieren en weekdierschelpen. Gevonden werden  279 stenen artefacten gemaakt van lokaal verkiezeld dolomiet. 160 daarvan zijn meer dan 5 cm groot. Op de Kermek-site is het aandeel gereedschap gemaakt van afslagen 28,3%; op de Rodniki-1-site (1,6-1,2 miljoen jaar BP) 28,6%; op de Bogatyri-site (1,2-1 miljoen jaar BP) 36,8%; en op de jongste site Rodniki-4 - 46,8%. 
De technologie van de stenen werktuigen op de Kermek-site is grotendeels Oldowan, maar net als in de Taman-industrie van het vroege Acheuléen (de sites Rodniki 1 en 4), bevat het ook bijzonder grote afslagen en punten.
De mensen van de vroege Acheuléen-industrie van de Kermek-site hielden zich bezig met het verzamelen van eiwitrijk voedsel op het strand, zoals blijkt uit de vondsten van schelpen van eetbare weekdieren (vooral grote najaden van de geslachten Margaritifera en Bogatschevia), botresten van een dolfijn ( Delphinidae gen. indet.), vissen (voorn, meerval, snoek) samen met stenen werktuigen en botten van grote landzoogdieren.
Afgezien van een enkele vondst van een bot van een kameel met snijsporen van een stenen werktuig, gevonden bij Liventsovka in de oblast Rostov, gedateerd op 2,1-1,97 miljoen jaar BP,  is de Kermek-site niet alleen de oudste vindplaats in Rusland, maar ook ouder dan sites in West-Azië buiten de Kaukasus, waar ook vindplaatsen zijn van ca. 2 miljoen jaar - in Georgië (Dmanisi), Armenië (Karachatsj, Moeradovo), en Dagestan (Ajnikab, Moechkaj, Gegalasjoer).